# Gustav Knudsen
Gustav Lund Knudsen (Lyngby-Taarbaek, 16 de abril de 2003) es un jugador de baloncesto danés que juega de escolta y forma parte de la plantilla del Baxi Manresa.

## Trayectoria deportiva
Es un escolta formado en las categorías inferiores del Virum Basketball Klub de su ciudad natal en Lyngby-Taarbæk. En 2019, tras disputar el Europeo B sub-16 con la selección danesa, ingresa en la cantera del Casademont Zaragoza.
En la temporada 2019-20, formaría parte del Club Baloncesto El Olivar del Grupo C de Liga EBA.
En la temporada 2020-21 forma parte del Club Baloncesto El Olivar y tras realizar la pretemporada, alterna los entrenamientos con el primer equipo de Liga Endesa.
El 11 de diciembre de 2020, hace su debut con Casademont Zaragoza en Liga Endesa a sus 17 años, 7 meses y 25 días. El escolta disputó 49 segundos en una victoria frente al Morabanc Andorra por 83 a 98 en la novena jornada de liga de la temporada 2020-21.
Dos días más tarde, el 13 de diciembre de 2020, anota sus dos primeros puntos en Liga Endesa, en un encuentro de la jornada 14 en la que escolta danés disputa 3 minutos y 45 segundos, frente a Bilbao Basket que acabaría con victoria por 105 a 76.
En la temporada 2022-23, firma por el Bakken Bears de la Basketligaen, la primera categoría del baloncesto danesa.

## Internacional
Es internacional en las categorías inferiores de la Selección de baloncesto de Dinamarca.